# 保爾丁縣 (俄亥俄州)
保爾丁县（英語：Paulding County）是美國俄亥俄州西北部的一個縣，西鄰印地安納州。面積1,077平方公里。根據美國2000年人口普查，共有人口20,293人。縣治保爾丁  (Paulding)。
成立於1820年2月12日，縣名紀念紀念約翰·保爾丁—他是在美國獨立戰爭捕獲間諜約翰·安德烈的三名士兵之一。